# Eammon Loughran
Eammon Loughran (Ballymena, 5 giugno 1970) è un ex pugile britannico.
Fu campione mondiale WBO dei pesi welter.
Da dilettante è stato medaglia d'argento ai campionati mondiali di pugilato giovanili 1987, tenutisi a L'Avana nella categoria welter. Più tardi nello stesso anno debutta fra i professionisti battendo a Belfast per squalifica Adam Muir, nel sottoclou di Dave McAuley e Andy Holligan.
Deve aspettare cinque anni per combattere per la sua prima cintura. In mezzo subisce una sconfitta per squalifica, nel 1992 contro Tony Ekubia. Il 24 novembre 1992 sale sul ring contro Donovan Boucher per il titolo del Commonwealth dei welter, che conquista per ko al 3º round. Difende la cintura vittoriosamente contro Michael Benjamin (ko6).
Lascia il titolo per giocarsi una chance mondiale; diventa infatti campione WBO dei welter il 16 ottobre 1993 battendo ai punti Lorenzo Smith. Si conferma negli incontri successivi: ai punti su Alessandro Duran, per intervento medico dopo una testata accidentale con Manning Galloway, un no contest con Angel Beltre, ko6 con Tony Gannarelli, ai punti nel rematch con Beltre.
Il 13 aprile 1996 perde la cintura, sconfitto per ko al primo round da José Luis López, in un breve ma drammatico incontro in cui Loughran viene atterrato tre volte. Dopo questa sconfitta ha annunciato il ritiro a soli 26 anni.
Ha chiuso la carriera con 26 vittorie (13 ko), 2 sconfitte e un pareggio.